# Allothelaira diaphana
Allothelaira diaphana är en tvåvingeart som beskrevs av Villeneuve 1915. Allothelaira diaphana ingår i släktet Allothelaira och familjen parasitflugor. Inga underarter finns listade i Catalogue of Life.